# یوتارو اودا

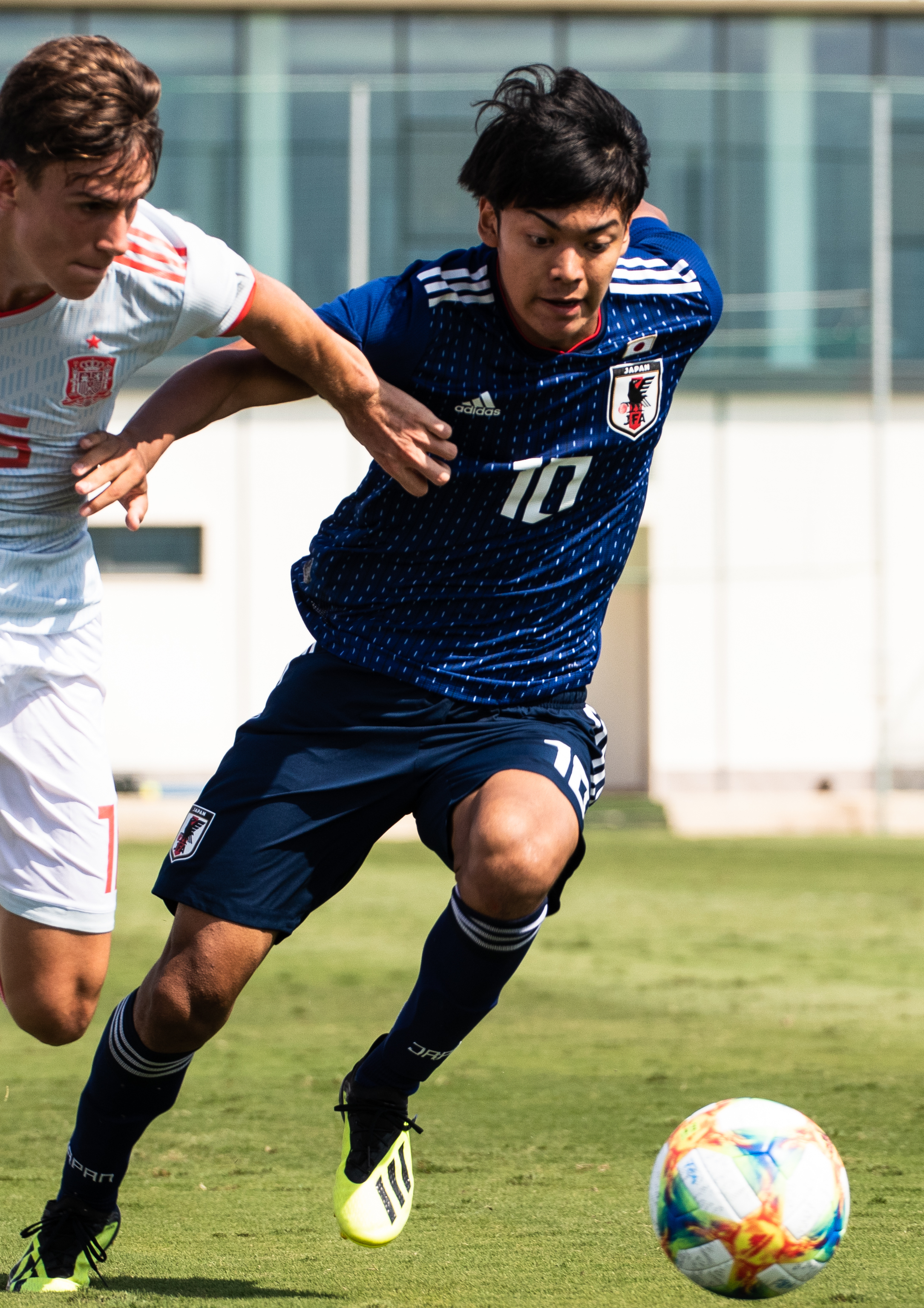
یوتارو اودا (لباس تیره) - ۲۰۱۹

یوتارو اودا (ژاپنی: 小田 裕太郎؛ زادهٔ ۱۲ اوت ۲۰۰۱) یک بازیکن فوتبال اهل ژاپن است.
از باشگاه‌هایی که در آن بازی کرده‌است می‌توان به باشگاه فوتبال ویسل کوبه اشاره کرد.